# Ordinateur d'Harwell
L’ordinateur à dekatrons d'Harwell, plus tard connu sous le nom de Wolverhampton Instrument for Teaching Computing from Harwell (WITCH), ou le Harwell Dekatron Computer,, est un des premiers ordinateurs britanniques à relais électromécaniques des années 1950.
En 2013, après sa restauration et remise en service au musée The National Museum of Computing (en), le Guinness Book of World Records l'a reconnu pour la deuxième fois comme le plus ancien ordinateur numérique au monde encore en état de fonctionnement. Il avait déjà détenu ce titre plusieurs années avant sa mise hors service en 1973.
Le musée utilise la mémoire visuelle de l'ordinateur, basée sur des dekatrons, pour enseigner l'informatique aux écoliers.

## Construction et utilisation à Harwell
L'ordinateur, qui pèse 2,5 tonnes,, a été construit et utilisé à l'Atomic Energy Research Establishment (AERE) à Harwell (Oxfordshire). Sa construction a commencé en 1949 et la machine est devenue opérationnelle en avril 1951. Elle a été remise au groupe informatique en mai 1952 et est restée en service jusqu'en 1957.
Il utilisait 828 dekatrons pour la mémoire volatile, semblable à la RAM dans un ordinateur moderne, et un ruban perforé pour le stockage des entrées et des programmes. Un total de 480 relais électromécaniques servaient pour l'unité de contrôle (séquenceur), et 199 tubes à vide pour les calculs,. L'ordinateur mesure 2m de hauteur, 6m de large, et 1m de profondeur, pour une consommation électrique de 1.5 kW. La sortie se faisait soit vers un téléscripteur Creed (en), soit vers un perforateur de bande papier. La machine était décimale et avait initialement vingt-huit registres dekatron pour le stockage interne, nombre qui a ensuite été porté à 40, ce qui semblait à l'époque suffisant pour presque tous les calculs. Il a été assemblé à partir des composants les plus couramment utilisés dans les centraux téléphonique britanniques. Delwyn Holroyd, responsable de la restauration de l'ordinateur, l'a mise en perspective pour la BBC : « La machine peut stocker 90 nombres. L'analogie la plus proche, c'est un homme utilisant une calculatrice de poche ». Bien qu'il puisse occasionnellement fonctionner comme ordinateur à programme enregistré, ce n'était pas son mode de fonctionnement traditionnel. Il avait un temps de multiplication compris entre 5 et 10 secondes, très lent pour un ordinateur électronique.
Comme Ted Cooke-Yarborough (en) l'a écrit à propos de sa conception en 1953, « un ordinateur lent ne peut justifier son existence que s'il est capable de fonctionner pendant de longues périodes sans surveillance et que le temps passé à effectuer des calculs utiles représente une grande partie du temps total disponible ». La conception a été à l'époque notée pour sa fiabilité : dans la période de mai 1952 à février 1953, l'ordinateur fonctionne en moyenne 80 heures par semaine. Le Dr Jack Howlett (en), directeur du laboratoire d'informatique de l'AERE en 1948-1961, a déclaré qu'il « pouvait être laissé sans surveillance pendant de longues périodes ; je pense que le record était les vacances de Noël et du Nouvel An alors qu'il était tout seul, avec des kilomètres de données d'entrée sur du ruban perforé pour le garder heureux, pendant au moins dix jours et il continuait de tourner quand nous sommes revenus. ». C'est la fiabilité remarquable de la machine, plutôt que sa vitesse, qui était sa principale caractéristique. Les calculateurs humains pouvaient effectuer des calculs à une vitesse similaire, mais pas en continu pendant aussi longtemps. Le Dr Howlett a déclaré :

« Un jour, Edmond Bartholomew 'Bart' Fossey, un excellent calculateur humain (de ce qu'on appelait encore l'Atlas Computer Laboratory (en)), s'est installé à côté de l'ordinateur avec sa machine de bureau et a tenté de faire la course avec lui. Il a tenu le rythme pendant environ une demi-heure en travaillant à fond, mais il a dû s'arrêter, épuisé ; la machine a simplement continué. »

## Utilisation ultérieure, renommage en WITCH et mise hors service
En 1957, à la fin de son service à Harwell, l'Oxford Mathematical Institute (en) a organisé un concours pour l'attribuer au collège qui pourrait en tirer la meilleure utilisation future. Ce concours était l'idée de John Hammersley, qui avait travaillé à l'AERE auparavant. Le concours a été remporté par le Wolverhampton and Staffordshire Technical College (devenu plus tard l'université de Wolverhampton) où il a été utilisé pour enseigner l'informatique jusqu'en 1973. L'ordinateur a été renommé Wolverhampton Instrument for Teaching Computing from Harwell (WITCH), soit Instrument Wolverhampton pour l'Enseignement de l'Informatique de Harwell.
Le WITCH a ensuite été donné au Museum of Science and Industry (en) de Birmingham en 1973. Après la fermeture du musée en 1997, l'ordinateur a été démonté et stocké au Birmingham City Council (en) Museums Collection Centre,.

## Restauration

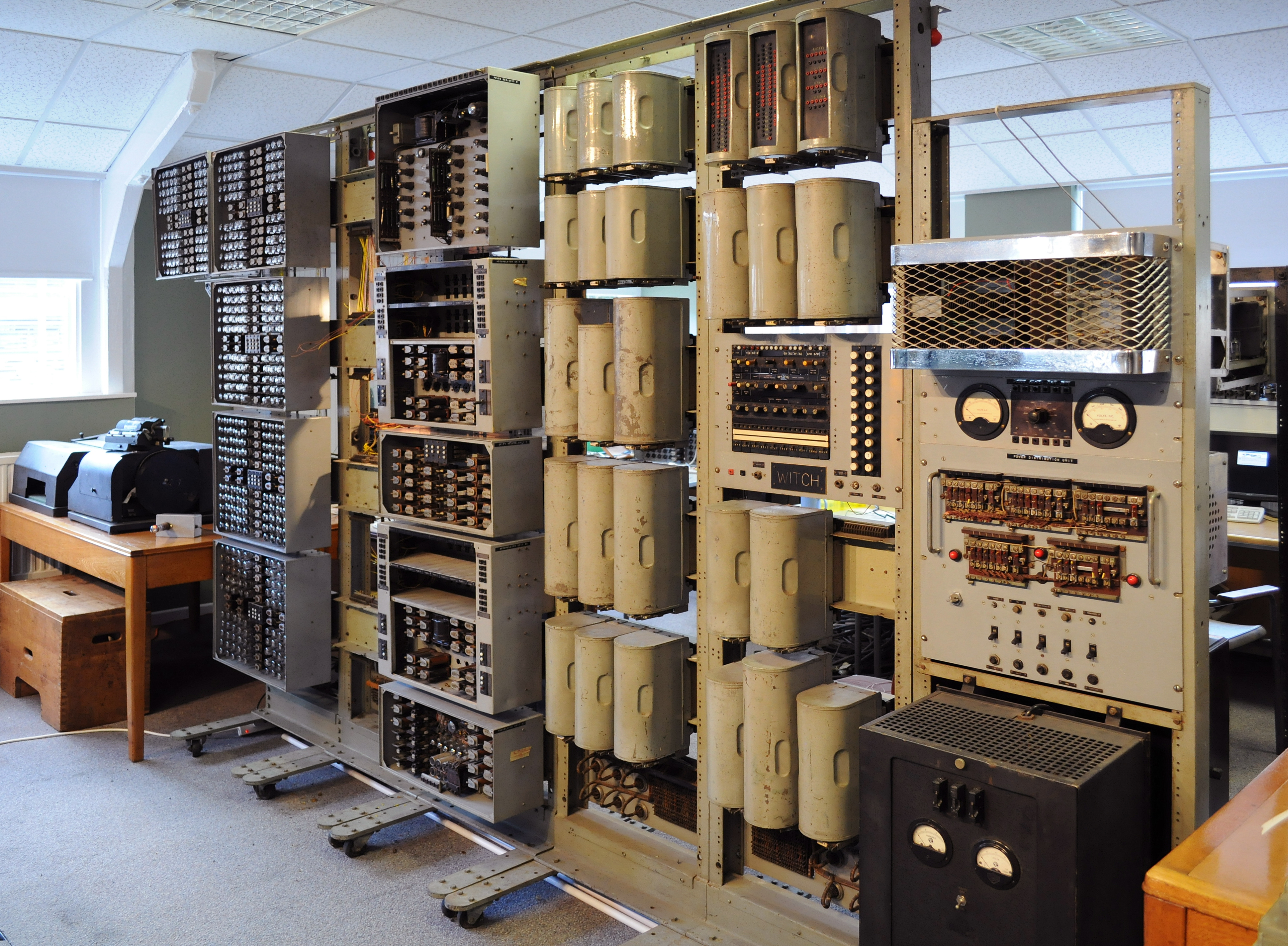
L'ordinateur Harwell Dekatron en cours de restauration au Musée, à Bletchley Park, en mars 2010.

À partir de septembre 2009, la machine a été prêtée au National Museum of Computing (en) sur le site de Bletchley Park, où elle a commencé à être remise en état de fonctionnement dans le cadre d'un projet de la Computer Conservation Society (en),. Le musée, un organisme reconnu d'intérêt général, a invité des membres du public et de l'industrie à parrainer la restauration de l'ordinateur d'Harwell en achetant l'une des 25 actions à 4 500 £ chacune. En 2012, la restauration a été achevée avec succès.

## Dans l'art
Une peinture de la machine de 2,7 m × 2,1 m, Portrait of a Dead Witch a été réalisée par l'artiste John Yeadon (en) en 1983. Après avoir été exposée au salon 1984 des écoles et collèges du Leicestershire, elle a été achetée par le Leicestershire Local Education Authority et prêté à une école locale, Newbridge High School, à Coalville. Deux ans après que cette école soit devenue une école privée, le tableau a été vendu aux enchères à un acheteur privé non divulgué. Il a été découvert sur le mur du Jam Street Cafe Bar à Manchester. Kaldip Bhamber, qui a un diplôme en beaux-arts, n'était pas au courant de la provenance de la peinture lorsqu'elle l'a achetée ; elle voulait quelque chose de grand et de coloré pour remplir un mur dans sa nouvelle entreprise. John Yeadon a revu le tableau à son nouvel emplacement.